# Yula argyrospila
Yula argyrospila là một loài bướm đêm trong họ Noctuidae.